# Вечевая улица
Вечевая улица (укр. Вулиця Вічева) — небольшая улица в Галицком районе Львова, соединяющая улицу Снежную с улицей Гонты и площадью Даниила Галицкого. К ней также примыкают улицы Пиша и Насыпная.

## История
Небольшая площадь сформировалась перед воротами монастыря бенедиктинок, основанного в 1596 году, и издавна именовалась Бенедиктинской. Размеры площади свидетельствовали о её древнем происхождении, возможно, она возникла ещё в княжеские времена.
После разбора городских фортификаций в начале XIX века сформировалась маленькая Бенедиктинская улица, соединившая площади Бенедиктинскую и Дровяное торжище (нынешняя площадь Даниила Галицкого). С 1950 года Бенедиктинская площадь и улица стали именоваться Вечевыми.
С 1990 года Вечевой площадью стала именоваться территория между улицами Леси Украинки, Театральною и Нижний замок, где организован художественный рынок «Вернисаж».

## Застройка
№ 1 — трёхэтажный каменный дом середины XIX века с большим двором. В 1981 году на углу дома установлена мемориальная табличка в честь Ивана Франко (скульптор Дмитрий Крвавич, архитектор Михаил Федик).
№ 2 — монастырь Святой Покровы Сестёр Студиток Украинской грекокатолической церкви, бывший монастырь бенедиктинок. Он был построен по приказу Станислава Сапоровского в 1597-1616 годах по проекту Павла Римлянина. С начала XIX века при нём действовала школа для девочек. В советский период здесь размещались общежитие и учебный корпус № 2 Львовского музыкально-педагогического училища имени Филарета Колессы, занимавшие собой весь комплекс монастыря бенедиктинок. С возрождением в начале 1990-х годов Украинской грекокатолической церкви в монастыре начала свою деятельность конгрегация сестёр-студиток, занимающихся художественными промыслами (ткачеством, вышиванием, росписью писанкой и прочей хозяйственно-ремесленной деятельностью). На базе монастыря была открыта престижная школа Святой Софии. Комплекс монастыря внесен в Реестр памятников архитектуры местного значения под № 369.
№ 4 — в этом доме провела последние годы своей жизни Юлия Крушинских, жена Маркиана Шашкевича. Она умерла здесь в 1896 году.

Дома
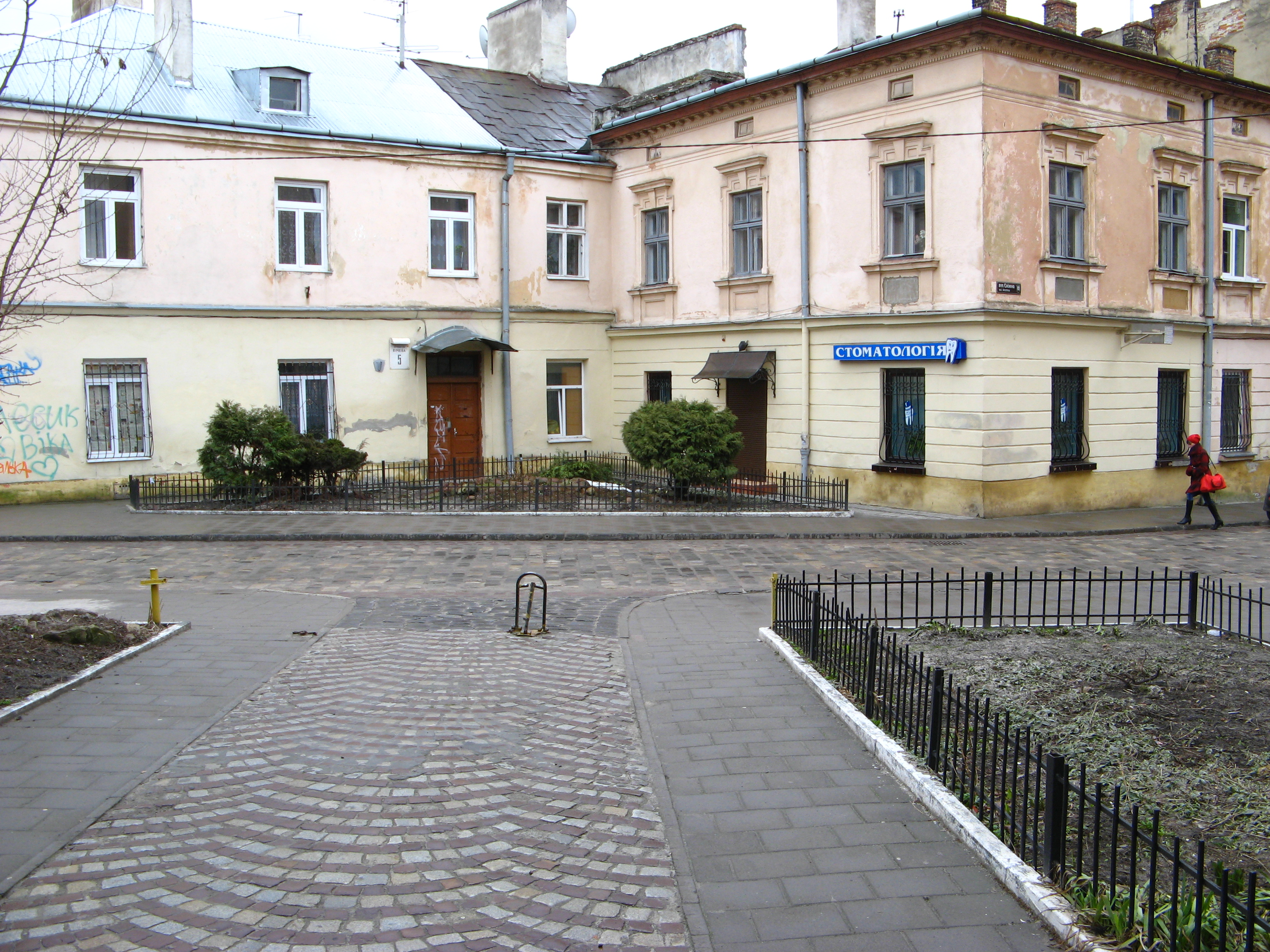
Вид на улицу Вечевую с воротами монастиря бенедиктинок
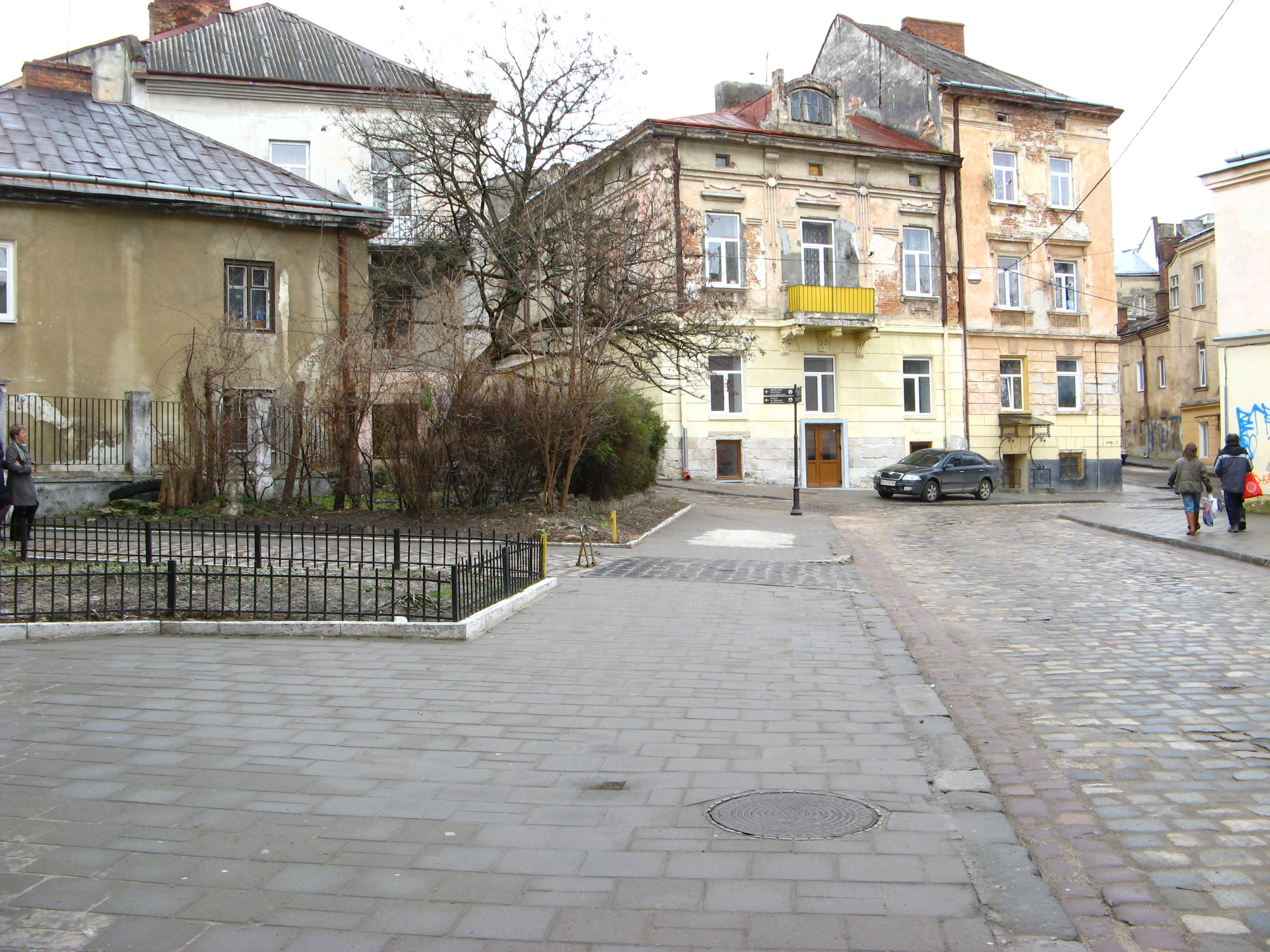
Вид на восточную часть улицы Вечевой